# Port Blair
Port Blair er hovedstaden i det indiske unionsterritorium Andamanerne og Nicobarerne. Byen ligger på den østlige kyst af øen South Andaman og er den vigtigste indgang til øerne. Port Blair har ca. 112.100 indbyggere.

## Historie
Briterne begyndte at interessere sig for Andamanerne i 1788; da Lord Cornwallis, den daværende generalguvernør for Indien, gav løjtnant Archibald Blair og løjtnant R.H.Colebrook fra den britiske marine til opgave om at kortlægge øerne og rapportere tilbage. Deres rapport anbefalede kolonisering. Allerede året efter grundlagde løjtnant Blair det første britiske støttepunkt, som blev kaldt Port Cornwallis. Senere blev navnet ændret til Port Blair.

## Transport
Det går færger mellem  Port Blair og Kolkata, Chennai og Vishakhapatnam og omkringliggende øer. Byens lufthavn er Vir Savarkar lufthavn,  med daglige afgange til det indiske fastlandet.

## Galleri
- En statue af Vinayak Damodar Savarkar ved Cellular Jail.
- Rajiv Gandhi Water Sports Complex i Port Blair
- Indgang til det historiske Cellular Jail
- Aberdeen Bazar
- Chidiya Tapu, Port Blair
- Chatham Island udenfor Port Blair
- Centrum af Port Blair december 2004, billedet er taget bare nogen  får dage før Jordskælvet i Det Indiske Ocean 2004